# Tito Quíncio Flaminino (cônsul em 150 a.C.)
Tito Quíncio Flaminino (em latim: Titus Quinctius Flamininus) foi um político da gente Quíncia da República Romana eleito cônsul em 150 a.C. com Mânio Acílio Balbo. Era filho de Tito Quíncio Flaminino, cônsul em 198 a.C. e herói da Segunda Guerra Macedônica, ou do irmão mais novo dele, Lúcio Quíncio Flaminino, que foi cônsul em 192 a.C.. Tito Quíncio Flaminino, cônsul em 123 a.C., era seu filho.

## Carreira
Foi nomeado áugure em 167 a.C.. No mesmo ano, serviu como legado ao rei da Trácia, Cotydem, para receber o pagamento pelo resgate dos reféns e do filho do rei. Em 153 a.C. ou antes, foi pretor. Foi eleito cônsul em 150 a.C. com Mânio Acílio Balbo. Neste ano foi construído um templo dedicado à deusa Piedade no Fórum Holitório no local de uma antiga prisão. Anos mais tarde, ele foi demolido para permitir a construção do Teatro de Marcelo.  Seu consulado foi citado por Cícero e Plínio.